# Пеницилл Билай
Пеници́лл (пеници́ллий) Била́й (лат. Penicíllium biláiae) — вид несовершенных грибов (телеоморфная стадия неизвестна), относящийся к роду Пеницилл (Penicillium).

## Описание
Колонии на агаре Чапека около 3,5 см в диаметре на 14-е сутки, бархатистые, сверху покрытые вегетативными гифами, необильно спороносящие в светло-серых тонах. Экссудат янтарных тонов. Реверс тёмно-красно-коричневый, в среду выделяется янтарный растворимый пигмент.
На CYA колонии на 7-е сутки 2,5—3,5 см в диаметре, обильно спороносящие в светлых сине-зелёных тонах, с капельками янтарного экссудата, с тёмно-коричневым реверсом, выделяют в среду янтарный пигмент.
На агаре с солодовым экстрактом (MEA) колонии на 14-е сутки около 3 см в диаметре, бархатистые, с синнемами вегетативных гиф, инкрустированных фиолетово-красными кристаллами и оттого несколько розоватыми, слабо спороносящие в сине-зелёных тонах. Реверс тёмно-фиолетовый, выделяемый в среду пигмент янтарный до винно-красного.
При 37 °C на CYA на 7-е сутки образует небольшие колонии 1—1,5 см в диаметре.
Конидиеносцы чаще строго одноярусные, иногда с дополнительной веточкой, 10—100 мкм длиной, образуются на гифах воздушного мицелия, гладкостенные, несколько вздутые на верхушке. Фиалиды 7—9 мкм длиной, суженные в короткую шейку. Конидии шаровидные или почти шаровидные, едва шероховатые, 2—3 мкм в диаметре, в цепочках, иногда собирающихся в колонки.

### Отличия от близких видов
Определяется по способности расти при 37 °C и широкому росту при 30 °C. Penicillium alexiae отличается медленным ростом при 30 и 37 °C, а также невздутыми на верхушке конидиеносцами.

## Экология
Широко распространённый, преимущественно почвенный гриб.

## Таксономия
Вид назван по имени советского миколога-микробиолога Веры Иосифовны Билай (1908—1994).
Penicillium bilaiae Chalab., Бот. мат. Отд. спор. раст. 6: 165 (1950) ['bilaji'].